# Kathedraal van Ripon

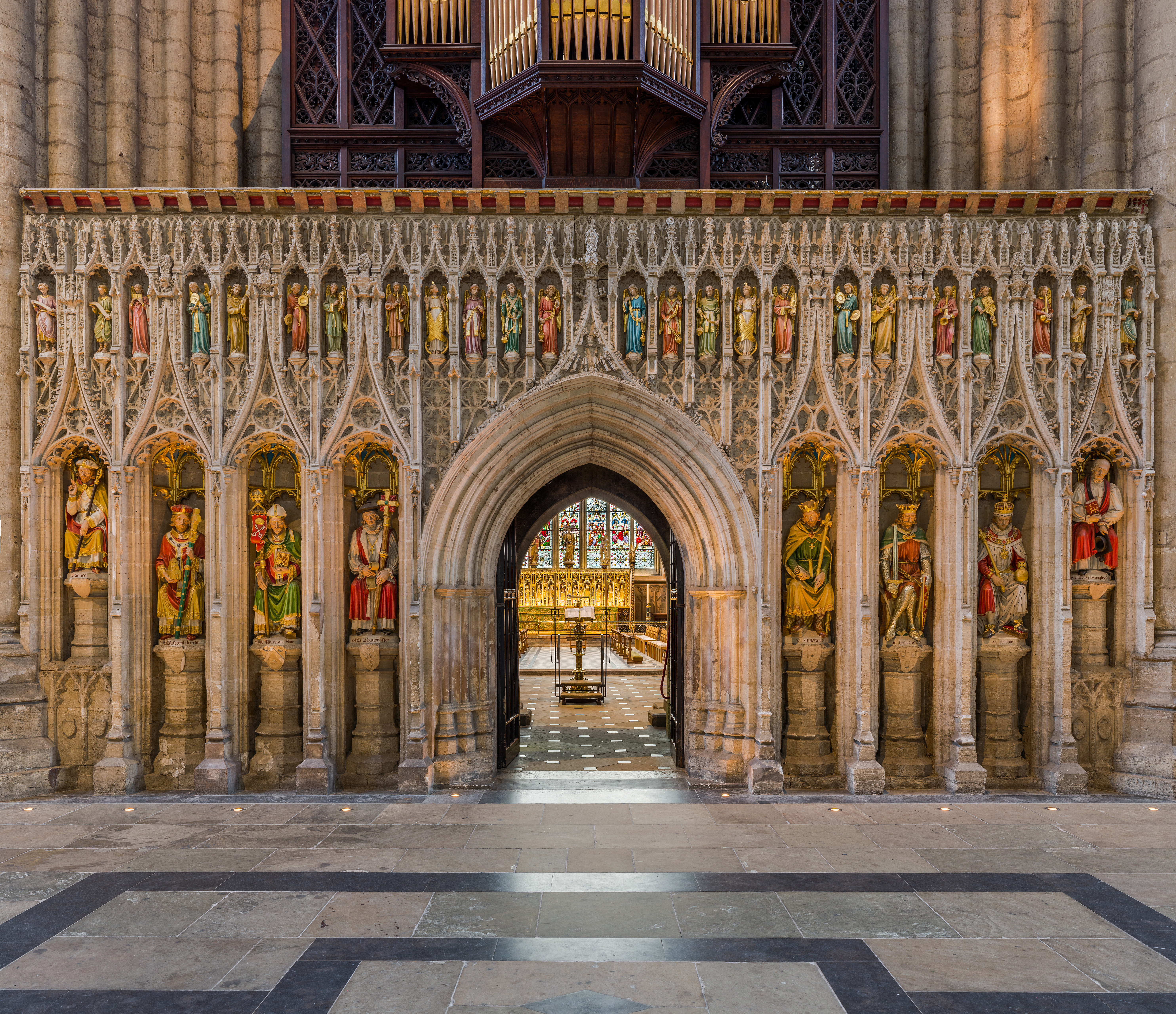
Doksaal

De kathedraal van Ripon (Engels: Ripon Cathedral) is een anglicaanse kathedraal in het bisdom Leeds. Dit bisdom heeft nog twee kathedralen: de kathedraal van Wakefield en de kathedraal van Bradford. De kathedraal heeft de status van Grade I listed building.

## Geschiedenis
De eerste stenen kerk op de plek van de huidige kathedraal is er al geweest sinds 672. In dat jaar verving Wilfrid van York de al bestaande houten kerk met een stenen kerk. Van deze kerk is alleen een Angelsaksische crypte over.
Het schip van de kathedraal werd gebouwd in de 12e eeuw, maar moest herbouwd worden nadat de centrale toren was ingestort in 1450. De oorspronkelijke ideeën voor deze herbouw, in de 16e eeuw, waren ambitieuzer dan het uiteindelijke resultaat. Dit is nog steeds zichtbaar door niet passende zuilen en verkeerd geplaatste aanzetstenen. De westkant van de kathedraal stamt uit de eerste helft van de 13e eeuw.

## Beschrijving
De westgevel met de twee torens is gebouwd in de Early English Style in 1220. De houten torenspitsen zijn verdwenen.
Een opmerkelijk element in het interieur is het stenen doksaal in 15e-eeuwse Perpendicular Style. De gepolychromeerde beelden (acht koningen en boven de doorgang naar het koor 24 koningen, bisschoppen en heiligen) zijn Victoriaans. Voorbij het doksaal is het laatgotische koorgestoelte bewaard, afgewerkt in 1494, met intrigerende misericorden die Lewis Carroll allicht hebben geïnspireerd bij het schrijven van Alice's Adventures in Wonderland.
De 7e-eeuwse crypte dateert uit de tijd van Wilfrid en was gebouwd naar het voorbeeld van Christus' graf. De eenvoudige ruimte heeft rechts een niche, waar oorspronkelijk waarschijnlijk relieken stonden en nu een alabaster reliëf uit de 14e eeuw met de verrijzenis van Christus.